# Bintagoungou
Bintagoungou è un comune rurale del Mali facente parte del circondario di Goundam, nella regione di Timbuctù.
Il comune è composto da 8 nuclei abitati:
- Alphahou Abarbouch
- Alphahou Inataben
- Alphahou Taraba
- Bintagoungou
- Etewel
- Taxina
- Tihigrène
- Toufazrouf